# Їлемниці
Їлемниці (чеськ. Jilemnice, у минулому — нім. Starkenbach ) — місто в Чехії, в окрузі Семіли Ліберецького краю. Розташоване у горах Карконошах.

## Географія
Через місто протікає ріка Їзерка; на заході височіє гора Козінец (Kozinetz) висотою 561 м, на південному заході — Грубий копець (507 м), а на сході — Бранський копець (507 м).

## Історія
Замок Штаркенбах та навколишнє місто були збудовані в XIV столітті. Перебували у володінні родини Вальдштейнів до 1522. Далі власники міста часто змінювались. Під час Тридцятилітньої війни Штаркенбах був спалений шведськими протестантськими військами в 1634. У 1701 місто і маєток придбав граф Фердинанд Бонавентура фон Гаррах. Штаркенбах був розширений в 1716. Будівництво костелу у стилі бароко, завершене в 1729, приписується архітектору Йогану Георгу Ахбауеру Молодшому. 
На початку XIX століття у місті розвивається текстильна та скляна промисловість.  
У 1899 було проведено залізницю і відкрито станцію на місцевій лінії Їлемниці — Рохліц. Після закінчення Першої світової війни в 1918 Їлемниці приєдналось до новоствореної Чехословаччини. Після Другої світової війни німецьке населення містечка було виселене.
З 1992 місто входить до складу Чехії.
Сучасне місто складається з районів Грабачов (чеськ. Hrabačov), Яворек (чеськ. Javorek) та Їлемниці (Jilemnice).

## Галерея

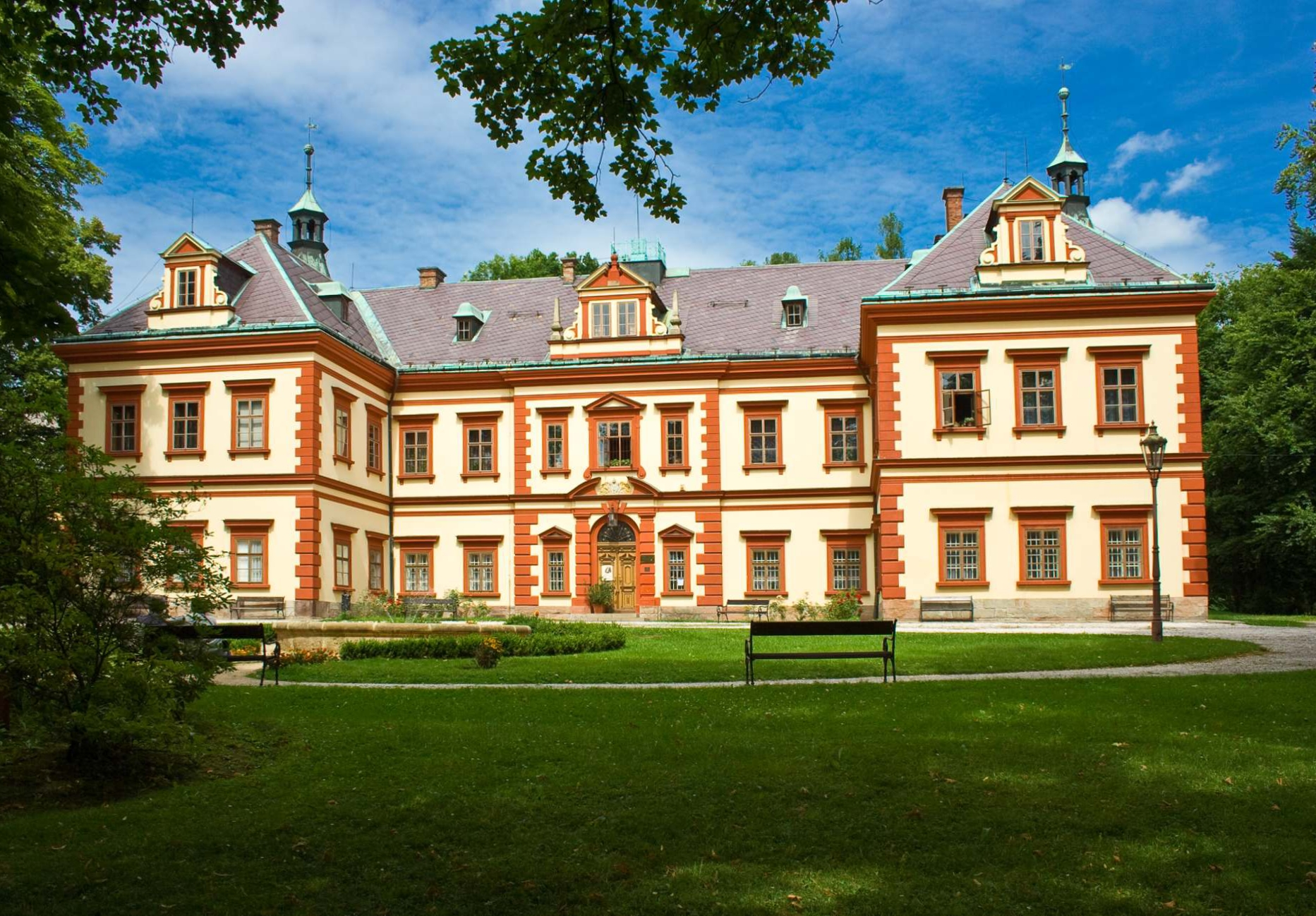
Замок Їлемниці (Штаркенбах)
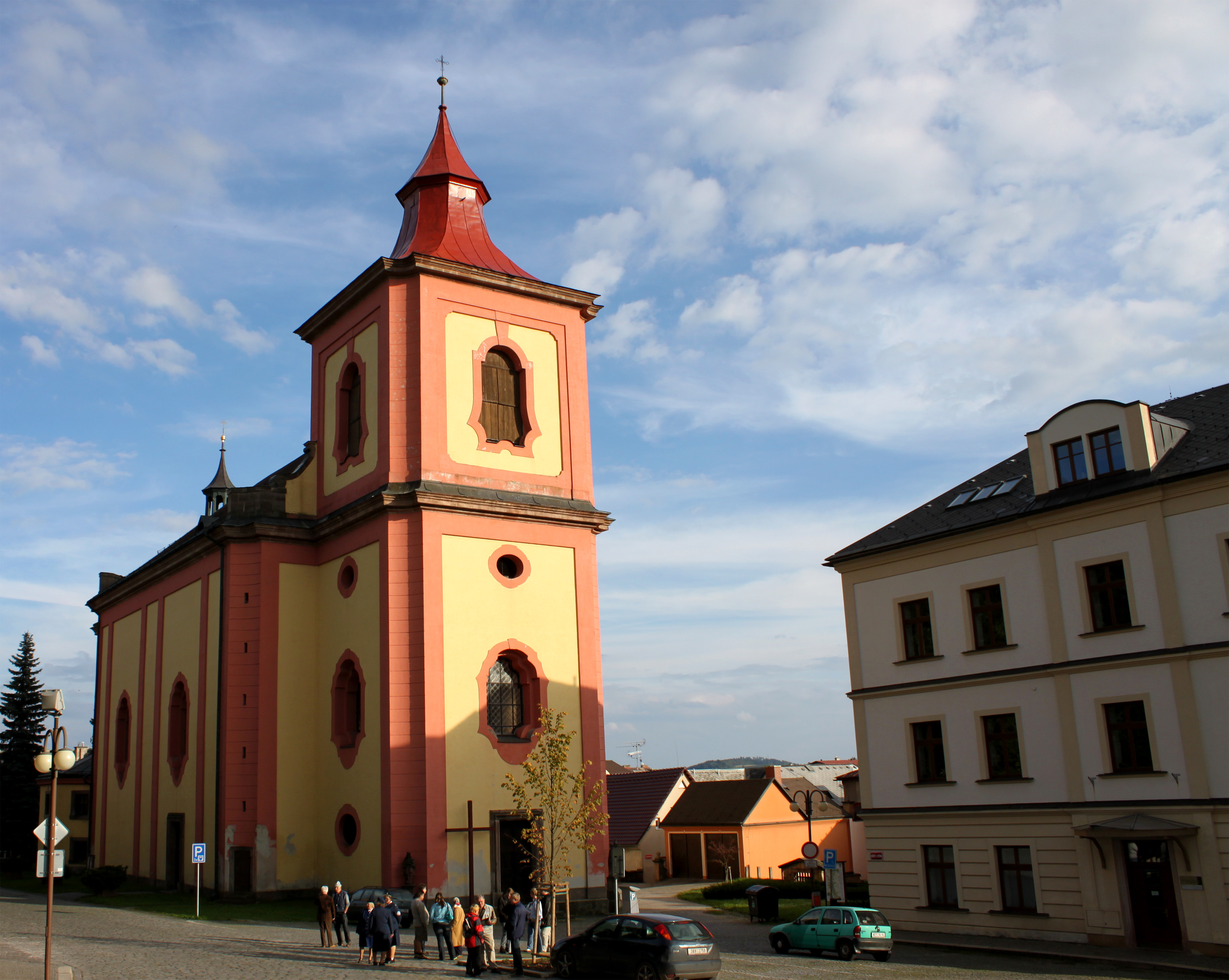
Костел св. Лаврентія (1729)
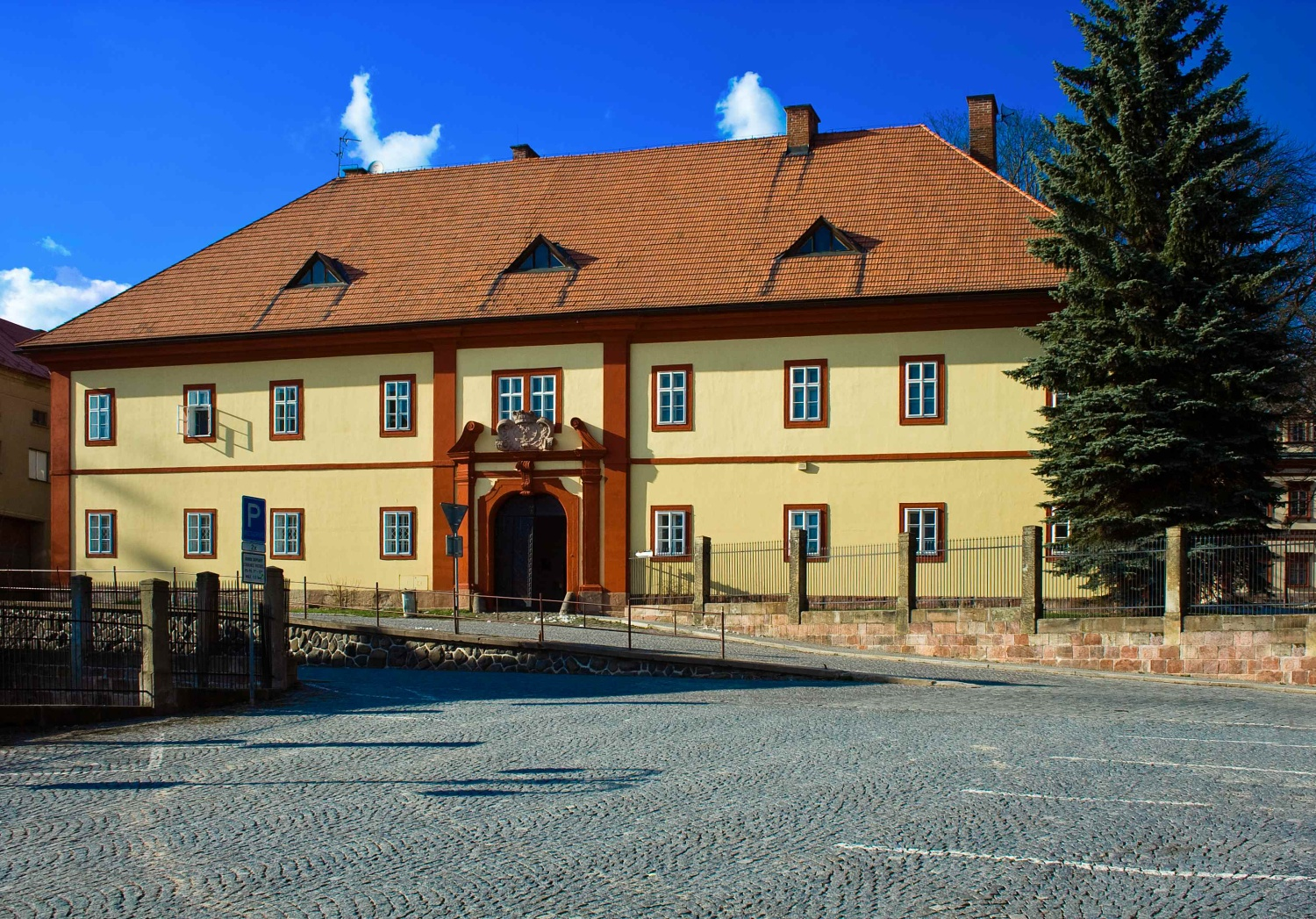
Колишня пивоварня
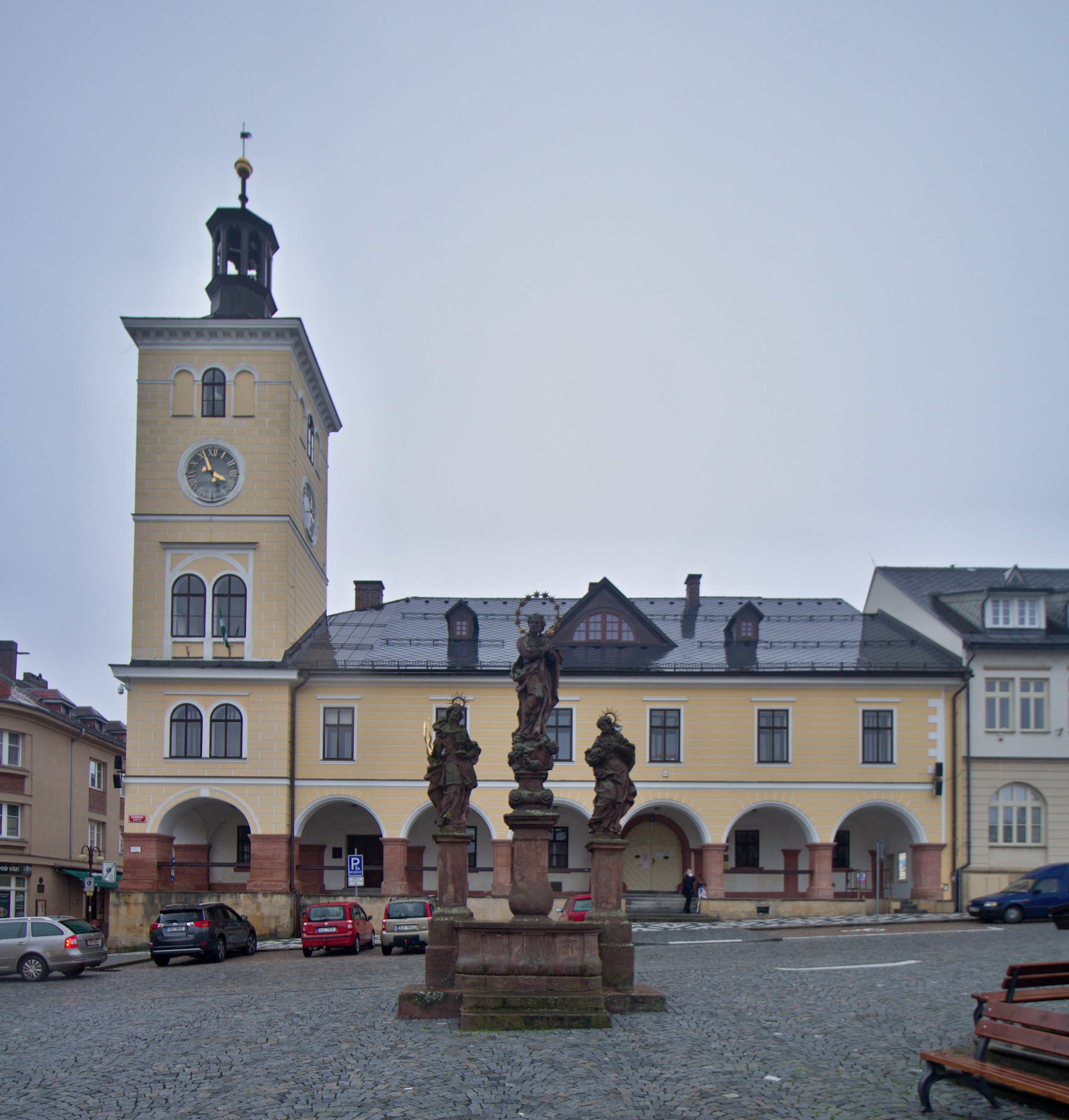
Ратуша (1781)

## Відомі особистості
Народжені в місті:
- Франтішек Пошепни (1836—1895), геолог
- Ян Вайсс (1892—1972), письменник
- Ярослав Хавлічек (1896—1943), письменник
- Іво Фелікс (* 1955), лижник
- Отакар Крамски (1959—2015), альпініст
- Павел Плоц (* 1964), стрибун на лижах
- Іван Масаржик (* 1967), біатлоніст
- Мілан Кучера (* 1974), лижник
- Томаш Голубец (* 1976), біатлоніст
- Якуб Глава (* 1979), стрибун на лижах
- Петр Захробски (* 1980), лижний гонщик
- Зденка Вейнарова (* 1981), біатлоністка
- Алеш Лейсек (* 1982), біатлоніст
- Душан Кожишек (* 1983), лижник
- Філіп Трейбал (* 1985), лижний гонщик
- Алеш Водседялек (* 1985), лижник
- Ондржей Вакулік (* 1986), стрибун на лижах
- Ева Криштейн Пускарчикова (* 1991), біатлоністка
- Честмір Кожишек (* 1991), стрибун на лижах
- Міхаела Млейнкова (* 1996), волейболістка
- Томаш Портик (* 1996), лижник

Працювали у місті
- Йоганн Фальтіс (1796—1876), промисловець
- Богуміл Ганч (1886—1913), лижник
- Ярослав Соукуп (* 1982), біатлоніст
- Вероніка Віткова (* 1988), біатлоністка